# Creatura din mlaștină (film)
Creatura din mlaștină (titlu original: Swamp Thing) este un film american din 1982 cu supereroi de groază regizat de Wes Craven. Rolurile principale au fost interpretate de actorii Ray Wise, Adrienne Barbeau și Louis Jourdan.
Este bazat pe eroul de benzi desenate, Swamp Thing (Creatura din mlaștină), creat de Len Wein și Bernie Wrightson. În 1983, filmul Creatura din mlaștină a fost nominalizat la Premiul Saturn pentru cel mai bun film de groază.
A avut o continuare, The Return of Swamp Thing, în 1989, în regia lui Jim Wynorski.

## Prezentare
Filmul prezintă un grup de oameni de știință care își unesc forțele pentru a crea un preparat din materie animală și vegetală în mlaștinile din Carolina de Nord. Acesta are o compoziție specială care face ca plantele să crească cu o viteză extraordinară și, astfel, să salveze lumea de foame, de problemele asociate cu defrișările și multe altele. Cu toate acestea, ei nu bănuiesc că există oameni care intenționează să folosească această formulă în scopuri egoiste. Ca urmare a unui accident, Dr. Alec Holland se transformă într-un monstru - jumătate animal, jumătate plantă – dar încă se simte om. Dar chiar și așa, el continuă să-și iubească logodnica. Iar acum trebuie să o protejeze de mașinațiunile fostului său coleg, dr. Anton Arcane, și să-l împiedice să folosească formula malefică.

## Distribuție
- Ray Wise - Alec Holland
- Adrienne Barbeau - Alice Cable
- Louis Jourdan - Anton Arcane
- Dick Durock -  Creatura din mlaștină
- David Hess - Ferret
- Nicholas Worth - Bruno
- Don Knight - Harry Ritter
- Al Ruban - Charlie
- Nannette Brown - Dr. Linda Holland
- Reggie Batts - Jude
- Karen Price - Karen